# Список бойових наземних платформ України
Бойові наземні платформи — автономні системи озброєння, які заміняють людину в умовах бою. Можуть кріпитися на нерухомі поверхні або на транспортні засоби (бойові роботи).
Наземні безпілотні бойові платформи вперше з'явилися у військах західних армій на початку 2000-х, але тільки на стадії дослідної експлуатації. З початком російсько-української війни в 2014 і особливо після повномасштабного російського вторгнення в Україну в 2022 році почали активно використовуватися на полі бою.

## Бойові наземні платформи українського виробництва

### Сучасні українські розробки

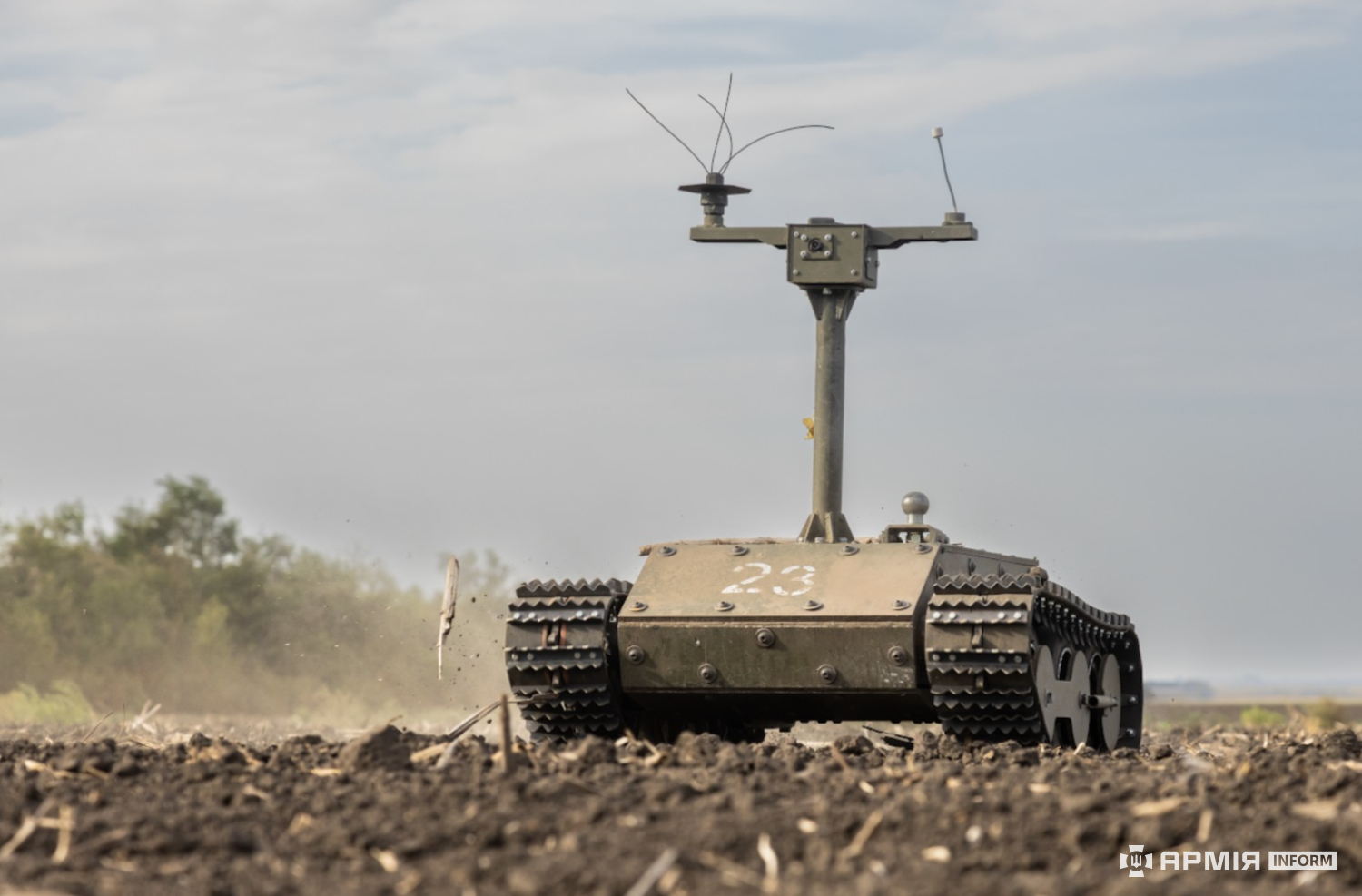
«Вепр»

|  | «VISLUK» |
|  | --- |
|  | ВІСЛЮК — гусенична наземна роботизована дистанційно керована платформа для виконань складних логістичних завдань. Комплекс створений українською компанією «Robotic Systems». У 2025 році дрон пройшов кодифікацію та отримав офіційний код за класифікацією НАТО. Однією з унікальних можливостей розробки - модифікація модулями під різні задачі на одному комплексі, модулі: підйомна платформа, система скидання мін, щогла, скид Єгози. Також є опційна можливість керування від Starlink та LTE без обмежень по відстані. Сфери застосування НРК «Віслюк»: постачальна, евакуаційна, мінування, розмінування, логістична платформа, бойова. Тривалість автономної роботи 24 год., вантажопідіймальність 200 кг (гарантована виробником), максимальна швидкість 10км/год, кліренс 200 мм, габарити 1860х977х1070 мм, час розгортання НРК з розкладанням антени 10хв, кількість осіб для обслуговування 2 чол.. |
|  | «PIXEL» |
|  | ПІКСЕЛЬ — колісний наземний дистанційно керований комплекс вагою 110 кг із двома автоматизованими відкидними модулями. Дрон розроблений для логістичних задач: транспортування БК та продовольчих резервів, мінування. Завдяки своїй малопомітності він може: під'їжджати до позицій значно безпечніше аніж комплекси більших габаритів, самостійно розвантажитись. НРК створений українською компанією «Robotic Systems». Переваги: Малопомітний, з двома автоматизованими підйомними модулями, навантаження до 50кг, безперервний рух 2 год, запас ходу до 16 км, швидкість руху до 20 км/год |
|  | "КНРО ЗМІЙ" |
|  | КНРО ЗМІЙ - український дистанційно керований інженерний засіб, створений компанією Rovertech (ТОВ "Ровер Тек") у жовтні 2023 року. Розроблений для активного бойового розмінування, "Змій" став першою сертифікованою інженерною машиною розмінування у категорії до 1 тонни, яка відповідає стандартам Міністерства оборони України та НАТО (код у каталозі НАТО: 1385-61-017-9747). Комплекс може працювати на безпечній для оператора відстані від 1 км, знешкоджуючи широкий спектр мін, зокрема протитанкові та протипіхотні. |
|  | «ШаБля» |
|  | ШаБля — бойова наземна платформа, яка по суті є роботизованою кулеметною туреллю, розроблена компанією «Roboneers» і вперше використана у бойових умовах у 2014 році. За словами розробників, кожна така турель у місцях активних бойових дій щомісяця знищує понад 100 окупантів, і використовують їх у складі 5-ї окремої штурмової Київської бригади та «Вовків Да Вінчі». У вересні 2023 році міністерство оборони України офіційно оголосило про її допуск до експлуатації у ЗСУ в трьох версіях (під кулемети калібру 7,62 ПКТ (кулемет Калашникова), М240 або М2). У січні 2024 року держава Україна, за словами віцепрем'єра Михайла Федорова, вперше законтрактувала цю бойову платформу. |
|  | «Ironclad» |
|  | Ironclad — роботизована платформа, яка дозволяє вести захист власних позицій та здійснювати штурм ворожих укріплень. Розробка компанії «Roboneers». Розвиває швидкість до 20 км/год, обладнана тепловізійною камерою та бойовою туреллю «ШаБля М2», маса пустої платформи 1800 кг, корисне навантаження до 400 кг, має броньований панцир від бронебійних куль 7,65х54 мм, відстань ураження до 2 км. У січні 2024 бійці 5 ОШБР продемонстрували відео першого бойового застосування даної розробки з успішним враженням ворожої позиції та техніки. |
|  | НРК «Стохід» |
|  | НРК «Стохід» - гусенична наземна роботизована платформа для евакуації поранених з поля бою, безпечної та оперативної доставки боєкомплектів, інших необхідних вантажів в умовах реальних бойових дій. Корисне навантаження — 200 кг (гарантовано виробником), буксирувальна вага — 500 кг, габарити (Д/Ш/В) — 1700 / 1170 / 700 мм, вага НРК - 160 кг, кліренс — 160 мм, ширина всередині — 620 мм, обслуговуючий персонал — 2 особи, час розгортання — 2 хв. Пройшов кодифікацію, що підтверджує відповідність міжнародним стандартам і готовність до застосування у військових операціях. |
|  | «Droid TW» |
|  | Droid TW 12.7 – це розвідувально ударний наземний роботизований комплекс, розроблений компанією «DevDroid» для виконання розвідувальних і ударних завдань у найскладніших умовах. Це перша кодифікована українська роботизована платформа оснащена туреллю з кулеметом Browning калібру 12,7 мм, дистанційним керуванням і системами на базі штучного інтелекту для розпізнання цілей. Завдяки інтеграції зі Starlink та LTE оператор може контролювати комплекс на відстані. Висока точність ураження і мобільність роблять Droid TW ідеальним рішенням для підтримки Збройних Сил України. |
|  | «Рись» |
|  | Рись — ще одна роботизована платформа, яка використовує бойову турель «ШаБля». Також розробку називають «ШаРись». Власна маса 130 кг і може перевозити до 150 кг, максимальна швидкість - 8 км/год., запас батарей на 20 км або на 4 години безперервної роботи. Управління здійснюється дистанційно на відстані до 1100 м. Використовується в бойових діях з кінця 2023 року. У 2023 році в рамках проєкту Армія Дронів підрозділам ЗСУ було передано 5 платформ Рись. |
|  | «Лють» |
|  | Лють — броньована роботизована платформа, розробка стартапу «DONS». Є учасником кластеру Brave1, готується до кодифікації за стандартами ЗСУ та промислового виробництва. Дальність виявлення цілей до 1200 м, озброєння – кулемет ПКТ 7,62 мм, автономна робота – до 72 годин, запас ходу до 20 км, тривалість руху до 3 годин, повна маса 330 кг. Броня 4-го класу захищає від стрілецького озброєння, окрім бронебійного. |
|  | «Миротворець» |
|  | Миротворець — наземна роботизована платформа, розроблена КВП «Синергія». Швидкість до 35 км/год, радіус телеконтролю до 2000 м, електричний час роботи від 2-х до 10-х годин, стаціонарний час 15 діб, максимальне корисне навантаження 480 кг, запас безперервного ходу 100 км, плаваюча, озброєння — бойовий модуль «Амулет» від ДККБ «Луч», дистанція знищення техніки супротивника до 5 км. |
|  | «D-21-11» |
|  | D-21-11 — наземна роботизована платформа універсального типу. Машина обладнана автоматичною туреллю та може виконувати бойові завдання, а також може використовуватись для логістики. Дистанційно керована турель D-11 озброєна кулеметом та вже пройшла успішні випробування і вона повністю знімна. У планах розробників інтегрувати в розробку натовські види озброєння та посилити стійкість до ворожого РЕБу. |
|  | «Скорпіон-2» |
|  | Скорпіон-2 — наземна роботизована платформа універсального типу, розробка компанії «Temerland». Функціональне призначення може бути кількох типів: роботоносець для роботів–сателітів, дрономет (точка базування для літальних апаратів-дронів), платформа для установки автоматичної турелі і навіть трактор для обробки сільськогосподарських угідь. Характеристики : силова установка 2*5 кВт, потужність двигуна: 20 к.с., ступінь захисту: IP65, маса платформи 370 кг. |
|  | «Скорпіон-3» |
|  | Скорпіон-3 — наземна роботизована платформа універсального типу, вдосконалена версія «Скорпіон-2» компанії «Temerland», вперше представлена на виставці «Зброя та Безпека-2021». Також може бути роботоносцем для роботів–сателітів, дронометом, платформою для установки автоматичної турелі. Обладнаний відеокамерами, радаром, ІЧ прожектором, а два бортових комп’ютери здійснюють обробку перешкод нейронною мережею з усіх боків та забезпечують постійне спостереження за маршрутом. |
|  | «Ratel» (кілька модифікацій) |
|  | Ratel — багатофункціональна наземна роботизована платформа, яка здатна виконувати різні функції, залежно від модифікацій. «Ratel-S» (Медоїд) — робот-камікадзе, здатний нести до 40 кілограмів вибухівки, максимальна швидкість до 24 км/год, дальність використання 6 кілометрів, може працювати до 2 годин без підзарядки. Запущений у промислове виробництво. «Ratel-M» — багатоцільова логістична платформа, вантажність 250 кг, час автономної роботи від 5 годин влітку до 8 годин взимку, дальність радіокерування до 6 км. Використовується для транспортування боєприпасів та продуктів, а також евакуації поранених. «Ratel Deminer» — мінний трал, який знаходить і нейтралізує протипіхотні міни. Комплекс оснащений денним відеоканалом і здатен знищувати міни типу ПФМ-1, ПМН-4, ПМН-3 та ПМН-2. Випробуваний під час гуманітарного розмінування від протипіхотних мін біля Святогірська Донецької області. «Ratel Н» — призначений для багатоцільового використання : перевезення вантажу, підвіз боєприпасів на позиції, встановлення додаткових технічних засобів. розрахований на функціонування з виконанням переміщення та доставлення корисного навантаження (400 кг) до цілі в ручному режимі. |
|  | «Каракурт» |
|  | Каракурт («Мангал») — наземний повнопривідний колісний дрон-камікадзе, призначений для підриву ворожих позицій та техніки, мінування, підвезення БК. Характеристики: корисне навантаження до 30 кг вибухівки, дальність управління понад 1500 метрів на ґрунтовій поверхні, радіус дії до 5 км, електродвигун 2 кВт, швидкість до 60 км/год. |
|  | «Sirko-S1» |
|  | Sirko-S1 — багатофункціональний безпілотний наземний комплекс (наземний роботизований комплекс), який завдяки використанню змінних модулів здатний виконувати задачі з логістики, розвідки, мінування та розмінування на базі одного дрона. Така конструкція забезпечує адаптацію для різноманітних завдань за умови обмежених ресурсів. Вага: 60-75 кг; Робота батареї нон-стоп: 1-6 год; Камера: нічна/денна; Швидкість: 11 км/год; Дальність роботи: 1000 - 2500 м ( 15000 м з ретранслятором); Вантажопідйомність: 200 кг; Повний привід, опціонально можливе встановлення безповітряних коліс власного виробництва. Також в комплекті присутня активна виносна антена, що виконує функцію приймача і передавача сигналів для маскування оператора від ворожих РЕР, а також дозволяє керувати дроном із укриттів, без прямої видимості дрона. |
|  | «Wolly» |
|  | Wolly — дистанційно керований бойовий модуль, розроблений українською компанією DevDroid. Модуль призначений для виконання бойових та розвідувальних завдань у складних умовах, забезпечує високу точність ураження цілей і збереження особового складу. Оснащений кулеметом калібру 7,62 або 12,7 мм із автоматичною подачею боєприпасів, тепловізором, а також системою автоматичного виявлення, розпізнавання та супроводження цілей. |
|  | «Вепр» |
|  | Вепр — броньований безпілотний наземний апарат на гусеничному ходу, призначений для перевезення вантажів, евакуації поранених, розвідки, мінування та розмінування. Оператор керує апаратом дистанційно, для спостереження машина обладнана камерами. Батарея дрона дозволяє роботу до півтори доби залежно від навантаження, а віддаль дії становить до 6 км. Вантажність становить до 300 кг або 250—1000 кг на причепі. Також можливо встановити турель з кулеметом. Створення проходів у мінних полях здійснюється подібно до установок розмінування, робот протягує заряд пластичної вибухової речовини, яку оператор потім підриває. |

- «Вепр»

### Минулі українські розробки
| «Фантом» |
| --- |
| Фантом — одна із перших бойових наземних платформ. Розробник — підприємство «Спецтехноекспорт» державного концерну «Укроборонпром». 29 серпня 2016 року відбулась презентація платформи, а у 2017 презентовано оновлену версію «Фантом-2». Характеристики : колісна формула 6х6 у першій версії та 8х8 у другій, максимальна швидкість 38 км/год, запас ходу 20 кілометрів, гібридний двигун 30 кВт, корисне навантаження 350 кг, управління — захищений радіоканал з радіусом дії 2,5 км або волоконний кабель завдовжки 5 км. Апарат озброєний 12,7-мм кулеметом на стабілізованій платформі, є можливість встановити протитанковий ракетний комплекс. |

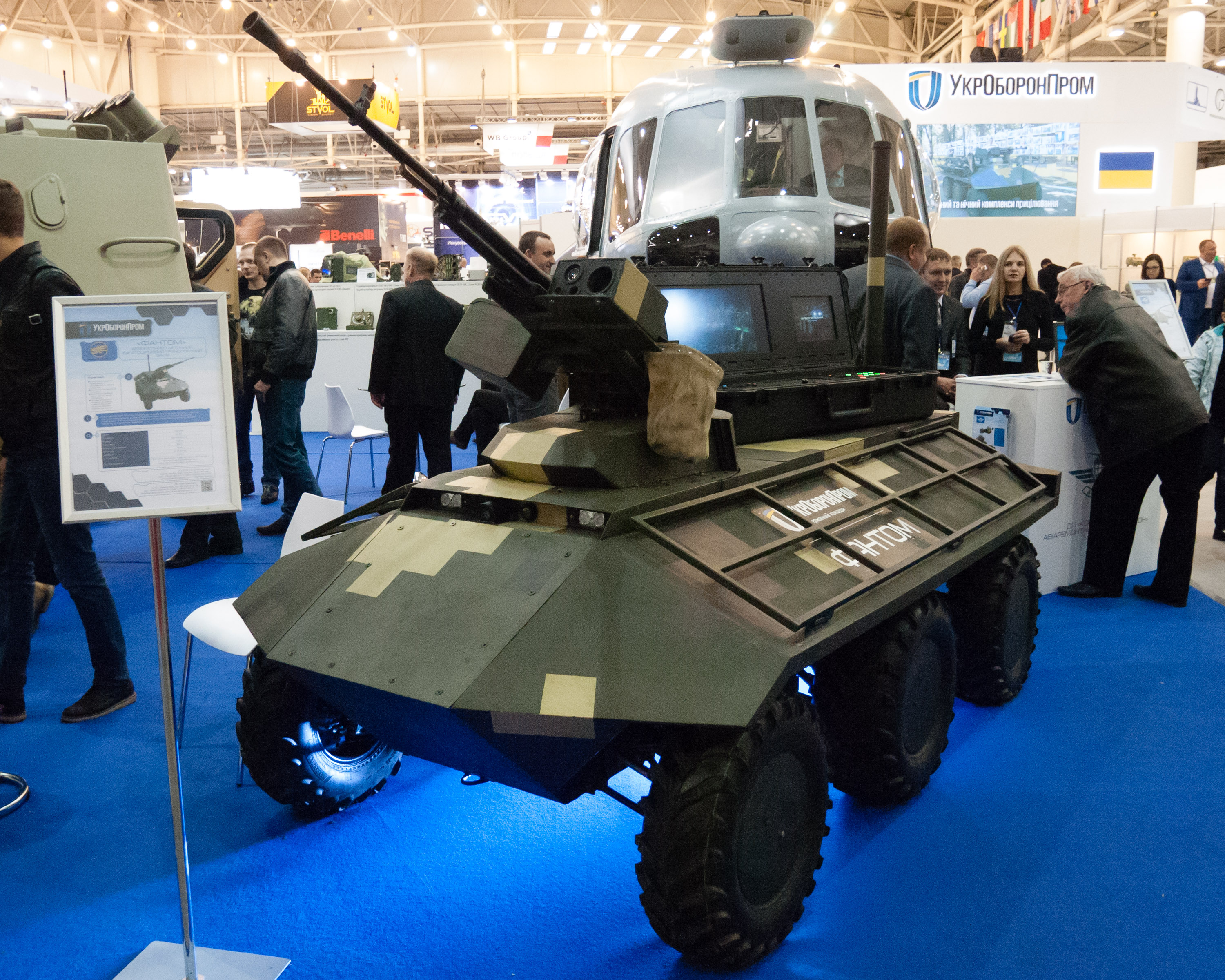
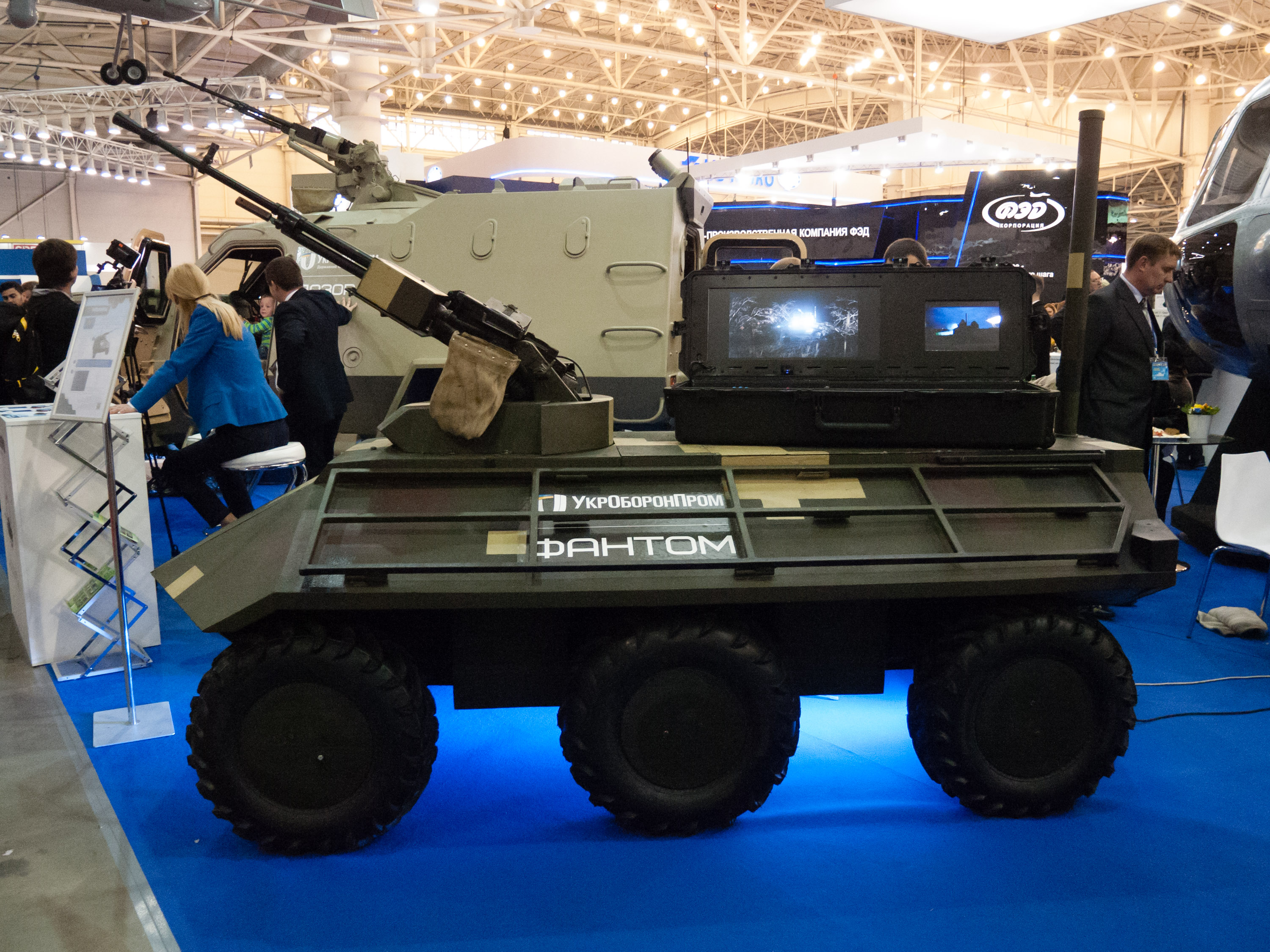
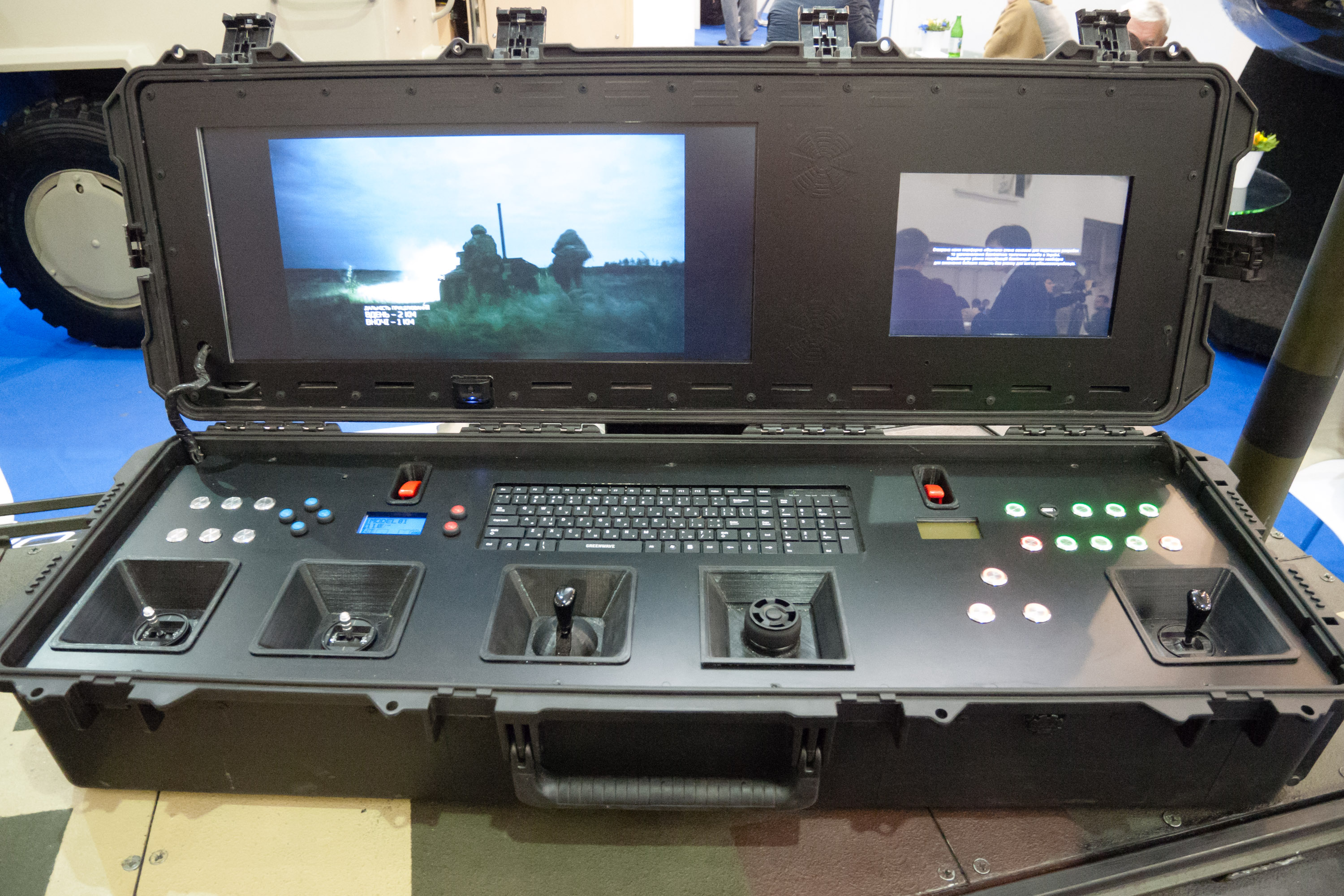
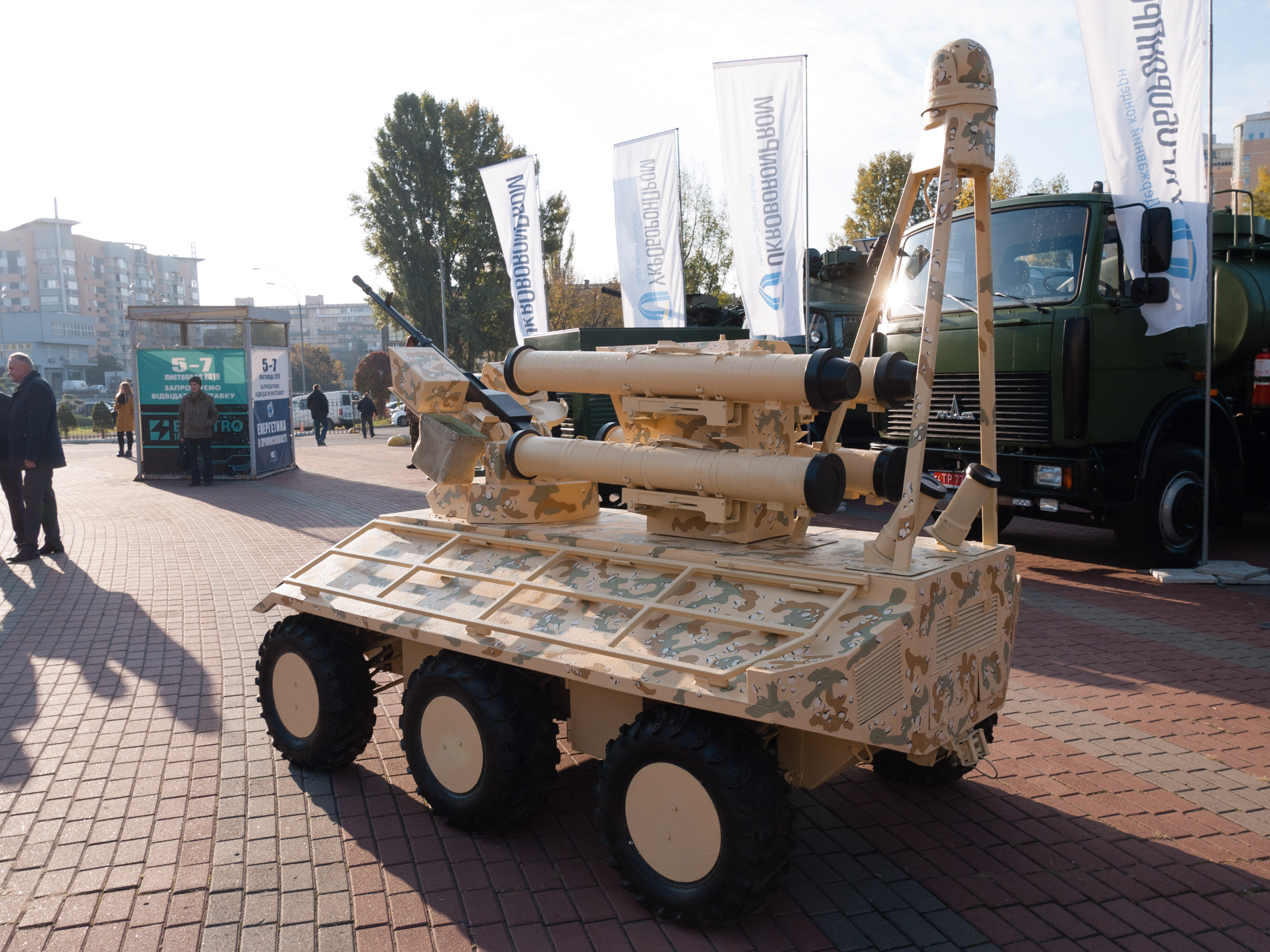
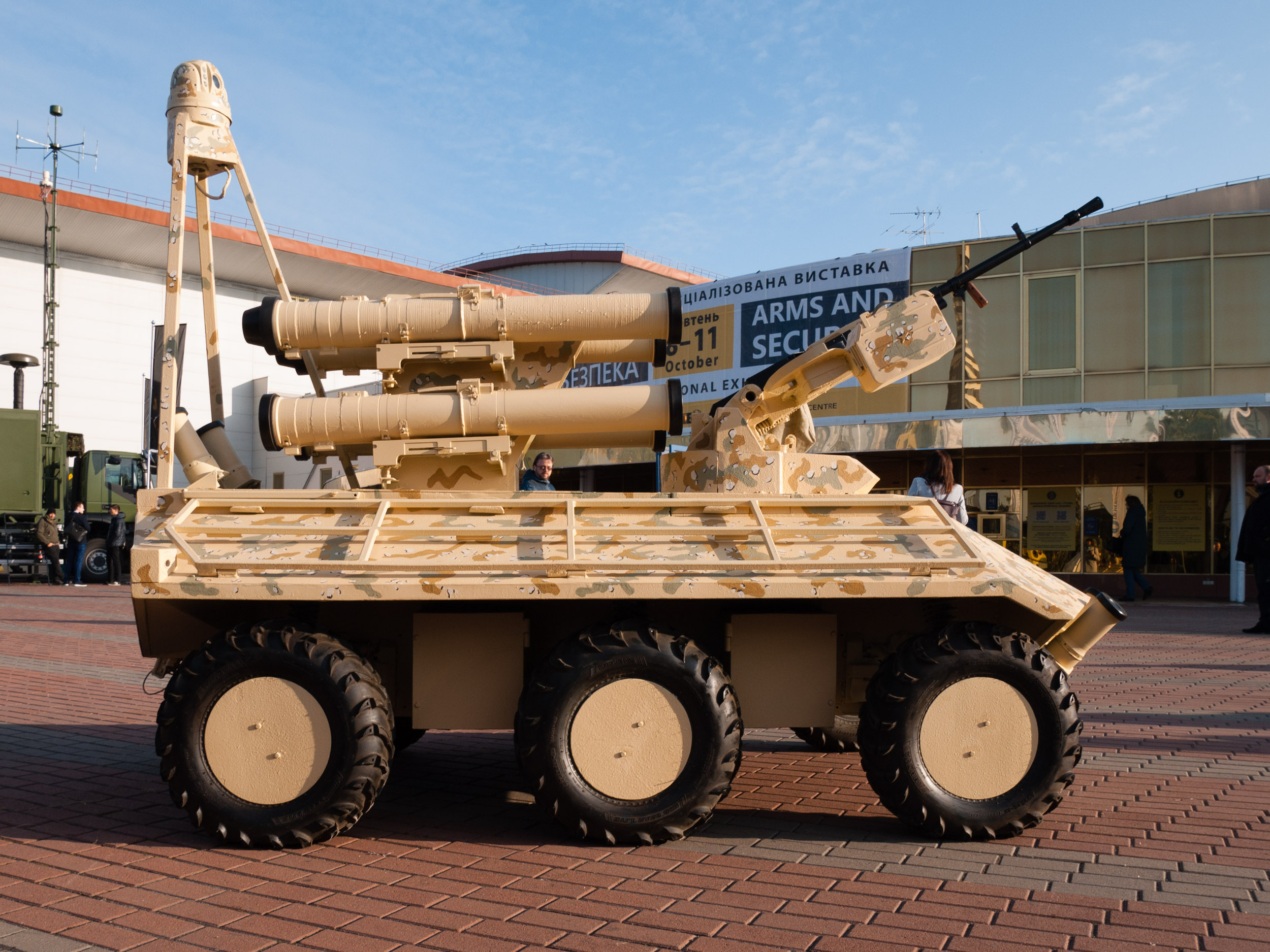

## Бойові наземні платформи іноземного виробництва в Україні
| «THeMIS» |
| --- |
| THeMIS — естонська наземна роботизована платформа універсального типу, розроблена компанією Milrem Robotics. Залежно від модифікацій виконують різні функції: THeMIS Cargo, THeMIS Cargo CASEVAC — логістичні та евакуаційні; THeMIS Cargo Mortar carrier(«міноносець») — налаштований для розміщення 81-мм міномета, додаткового обладнання та боєприпасів; THeMIS Combat Support — бойова підтримка військових в умовах високого ризику. THeMIS Observe — розвідка; На озброєнні Сил оборони України вже перебувають 15 роботизованих платформ. |
| «UGV Trail-Blazer» |
| UGV Trail-Blazer — чеська наземна роботизована платформа, розроблена компанією «Isolit-Bravo». Характеристики: автономна робота до 8 годин, запас ходу до 32 км, швидкість 4-8 км/год, керується оператором з пульту управління в радіусі 1 км, вантажопідйомність платформи становить до 350 кг. Компанія «Isolit-Bravo» безкоштовно поставила ЗСУ 8 платформ, і вони вже використовуються воїнами 1-ї окремої танкової Сіверської бригади. |
| «BAD.2» |
| BAD.2 — розробка робота-собаки від британської компанії « Brit Alliance». Характеристики: автономна робота 5 годин, швидкість 15 км/год, радіус дії 3,5 км. Собаки-роботи розвідують околиці, виявляють міни-пастки та обчислюють пересування російських військ, першою їх почала використовувати 28-ма окрема механізована бригада. |

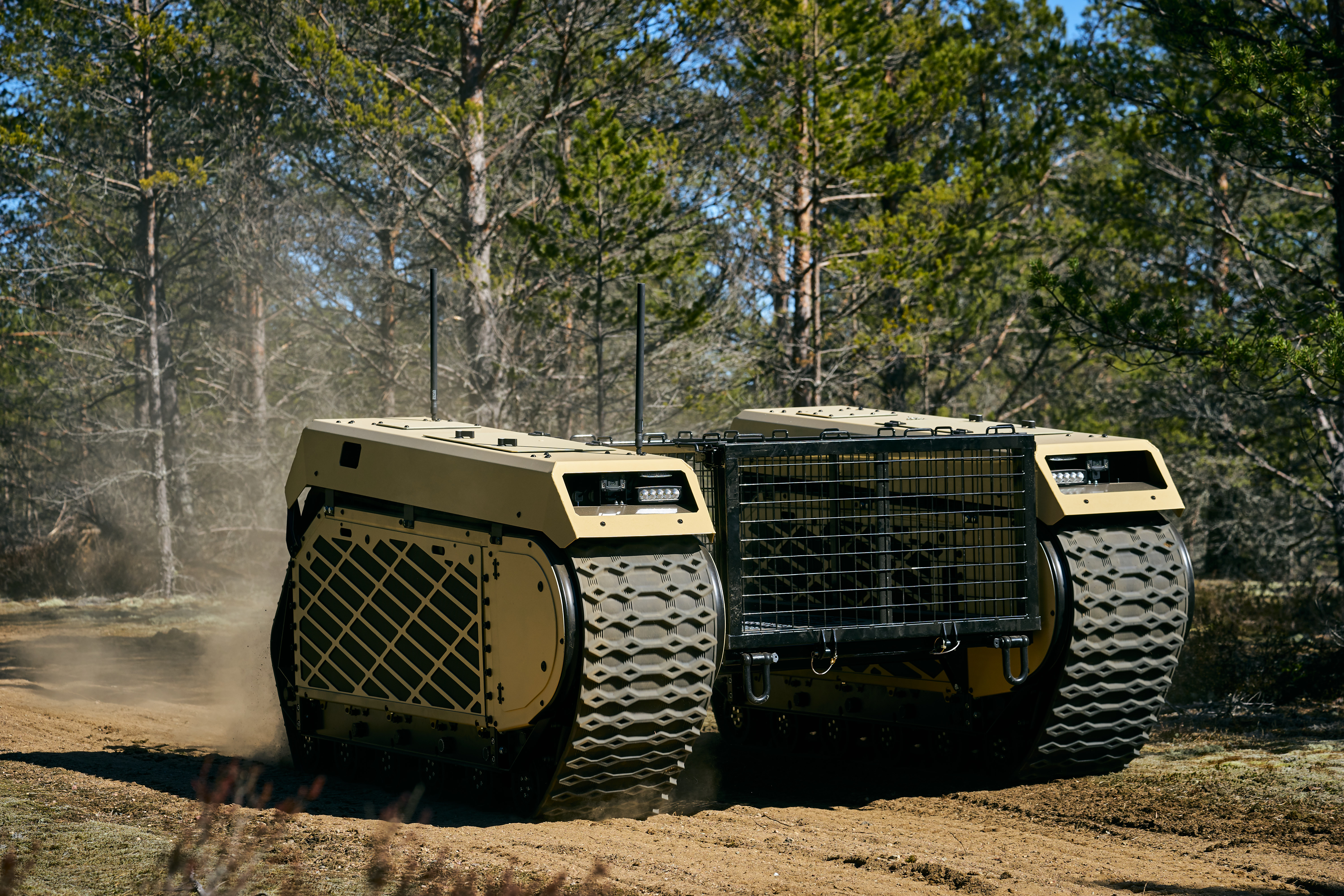
Естонський БНТЗ «THeMIS»